# Monte Femminamorta (Sila)
Il monte Femminamorta (1.730 m s.l.m.) è una montagna dell'altopiano della Sila. Geograficamente è collocato nella Sila Piccola e territorialmente  è diviso tra i comuni di Mesoraca (KR) e Petronà (CZ). Il monte costituisce l'asse montano, sopra i 1.700  m, della Sila Piccola insieme al monte Gariglione e al monte Scorciavuoi.

## Posizione geografica
Il monte fa parte di una delle aree più pregiate dell'acrocoro calabrese. Già nel 1968 faceva parte del vecchio Parco nazionale della Calabria, oggi assorbito dal Parco nazionale della Sila di cui il monte è parte integrante della Zona 1 la più pregiata per caratteristiche ambientali e paesaggistiche. Nelle vicinanze della montagna si trova il centro visite del Parco nazionale della Sila, "Casa Giulia".

## Ambiente naturale
Il bosco, in prevalenza ad alto fusto di Faggio e abete bianco, è in ottimo stato di conservazione e rappresenta un esempio abbastanza verosimile di come dovevano apparire in antichità le selve silane.  Vi sono alcuni tratti di bosco particolarmente suggestivi, ricchi di piante colossali, alcune delle quali superano i 40 m di altezza.

## Come raggiungerlo
Il monte Femminamorta è raggiungibile percorrendo la Strada statale 109 della Piccola Sila ad est e a sud della montagna o la Strada statale 179 del Lago Ampollino a nord e SS 179 dir (diramazione della SS 179) ad ovest. Seguire poi le indicazioni che portano al monte facendo percorrere stradine interne.Dalla costa di Crotone Strada statale 109 della piccola sila per Mesoraca (campizzi) poi proseguire per villaggio Fratta .